# Kazakiska
Kazakiska är ett turkspråk med 16 miljoner talare (2021).
10 miljoner personer i Kazakstan talar kazakiska. Språket har också 1,5 miljoner talare i Kina, mestadels i norra och östra Xinjiang, Ili, Mori, Barköl, nordvästra Gansu, Aksai och nordvästra Qinghai. 85 % av talarna är enspråkiga.
Dessutom finns 808 000 talare i Uzbekistan, 182 000 i Mongoliet (2001), 3 000 i Iran (1982), 2 000 i Afghanistan (2000) och 600 i Turkiet.
Kazakiska är ett subjekt–objekt–verb-språk. Det är agglutinerande och har sju kasus.

## Fonologi och skriftsystem

### Vokaler
|        | Främre | Central | Bakre |
| ------ | ------ | ------- | ----- |
| Sluten | ɪ      | ʉ       | ʊ     |
| Mellan | e      | ə       | o     |
| Öppen  | æ      | œ       | ɑ     |

Det finns också tre diftonger som är [jɪ], [əj] och [ʊw].
Källa:

### Konsonanter
Tonade och tonlösa konsonanter har separerats med |-tecken så att de tonlösa ligger i vänster.
|             | Labial | Alveolar | Palatal | Velar  | Uvular |
| ----------- | ------ | -------- | ------- | ------ | ------ |
| Nasal       | m      | n        |         | ŋ      |        |
| Klusil      | p \| b | t \| d   | tɕ      | k \| g | q      |
| Frikativ    | f \| v | s \| z   | ɕ \| ʑ  |        | χ \| ʁ |
| Approximant |        | l        | j       | w      |        |
| Flappar     |        | ɾ        |         |        |        |

Källa:

### Skriftsystem och transkribering
Kazakiska skrivs med kyrilliska alfabetet i Kazakstan och Mongoliet, med arabiska alfabetet i Kina och Iran och med latinska alfabetet i Turkiet.
Kazakstan förbereder dock att gå över till att använda det latinska alfabetet. I april 2017 gav president Nursultan Nazarbajev order att skapa ett latinskt alfabet för kazakiska. Planen var att skolböcker med latinska alfabetet skulle finnas tillgängliga från 2018 och att Kazakstan officiellt skulle ha gått över helt till det latinska alfabetet 2025.
Tills vidare är dock det kyrilliska alfabetet i allmänt bruk i Kazakstan, vilket också innebär att namn på kazakiska får transkriberas till språk som använder exempelvis latinsk skrift (som svenskan). Transkription från kyrilliskt skriven kazakiska till svenska görs enligt i princip samma regler som gäller för ryska alfabetet. Dessutom finns nio extrabokstäver som transkriberas enligt följande:
Ғ ғ > gh, Ə ə > ä, İ і > i (kort, i motsats till И и), Қ қ > q, Ң ң > ng, Ө ө > ö, Ү ү > ü, Ұ ұ > u (kort, i motsats till У у), Һ һ > h.